# 船岡咲
船岡 咲（ふなおか さき、1993年3月2日 - ）は、日本の女優、グラビアアイドル、元女性ファッションモデル。オスカープロモーション所属。

## 略歴
小学生の頃、全日本国民的美少女コンテストに応募。本選出場こそならなかったものの、オスカープロモーションと契約を結ぶ。2005年から中学卒業の2008年3月までファッション誌『ラブベリー』のモデルを務めた。
『ラブベリー』モデル卒業後はドラマや舞台で女優として活動する一方、2011年に「第2回ミスヤングチャンピオン2011」 ファイナリスト、2012年には「日テレジェニック2012」の候補生として『アイドルの穴〜日テレジェニックを探せ!〜』に出演。候補生45名の中から日テレジェニック2012に選ばれ、ロンドンオリンピックのサポーターガールを務める。
2021年5月、週刊プレイボーイ選定「グラドルちっぱい番付」において東の横綱に選出。

## 人物
- 大学では心理学を専攻[8]。
- 特技：ダンス 一輪車、バトン、ジャグリング、へんなかお。好きな色：ピンク。
- 姉が2人いる[9]。
- ラブベリー時代の同僚である稲垣梨奈（元ディスカバリー・エンターテインメント所属）[10][11]や、かつて事務所の同僚だった鈴木千絵里[12]、剛力彩芽[2]と仲が良い。

## 作品

### 音楽
- avexハイスクールシンガーで「君恋」リリース（iTunes）
  - 作詞：坂田麻美／作曲・編曲：松井寛

### 映像作品
- つぼみ（2005年11月25日、GPミュージアムソフト）
- 少女咲く（2006年6月23日、ぶんか社）
- 少女13歳色づく（2006年11月24日、ぶんか社）
- melody♪（2007年5月25日、オルスタックピクチャーズ）
- Angel Kiss〜咲き誇る卒業ファンタジー〜（2008年3月20日、トリコ）
- 咲ちゅる （2008年10月1日、コスミック出版）
- Angel Kiss〜咲き誇る卒業ファンタジー2〜（2011年3月19日、トリコ）
- 君咲くや南の島（2011年8月20日、ラインコミュニケーションズ）[4]
- 咲色恋心（2012年1月27日、晋遊舎）
- Angel Kiss〜咲っちょのお手伝い〜（2012年11月22日、トリコ）
- 雪月花（2013年3月21日、ギルド）
- FLY 羽ばたいたさきに…（2013年6月30日、アクアハウス）
- 誘われて…（2014年3月26日、イーネット・フロンティア）
- Adulty〜咲き頃〜（2015年11月20日、イーネット・フロンティア）
- 甘い囁き〜sweet whisper〜（2017年2月17日、イーネット・フロンティア）
- bloom（2018年1月25日、エアーコントロール）
- 秘密のおもてなし（2020年1月24日、イーネット・フロンティア）
- あなたのために咲きたい（2020年5月22日、竹書房）
- 恋花咲く（2020年12月20日、ラインコミュニケーションズ）[13][14]
- 咲きみだれ （2021年3月26日、エスデジタル）
- あやういこころ （2021年11月25日、イーネット・フロンティア）
- お世話しちゃうぞ!（2022年2月25日、フェイス）[1]
- 僕と咲ちゃんのいけない授業（2022年11月24日、イーネット・フロンティア）
- 咲しか見えない（2024年4月26日、竹書房）[15]

## 出演
- K-1甲子園2009イメージガール
- 日テレジェニック2012

### テレビ
- 音箱登龍門（フジテレビ、2005年）
- KID'S NEWS（北陸朝日放送、2007年）
- News!371〜ジュニア（スカパー!・エンタ!371、2008年3月 - 2009年4月） - MC
- ハチワンダイバー（フジテレビ、2008年6月21日）第7話ゲスト
- 天装戦隊ゴセイジャー 第27話（テレビ朝日、2010年8月22日） - 千香子 役
- アイドルの穴〜日テレジェニックを探せ!〜（日本テレビ、2012年4月8日 - 2012年6月23日）
- 遺留捜査 スペシャル2（テレビ朝日、2014年8月9日） - 鈴木牧子 役
- 佳代子の部屋〜真夜中のゲーム会議〜（フジテレビ、2016年10月21日）
- ぞくり。（TOKYO MX2、2017年1月3日）
- グラパー!ボクとおやすみ前のグラドルたち（2020年9月11日、BSスカパー!）[16]

### 映画
- 鐘が鳴りし、少女達は銃を撃つ[17]（2014年3月、監督：山岸謙太郎） - チコ 役
- 死の実況中継[18]（2014年4月、監督：仁同正明）
- ドッジボールの真理 code01 伝説のレッドブルマー[19]（2016年4月、監督：葉山陽一郎）
- アリスインデッドリースクール・アジタート[20]（2017年10月、監督：山岸謙太郎） - 百村信子 役
- 記憶の技法（2020年11月、監督：池田千尋）

### 舞台
2011年 - 2012年
- アリスインプロジェクト「ライン♪」（2011年8月5日 - 7日、博品館劇場） - 平山樹 役
- Flying Trip「空色ドロップ」（2012年1月11日 - 15日、中野ザ・ポケット） - 石川理恵 役
- アリスインプロジェクト「まなつの銀河に雪のふるほし」（2012年2月29日 - 3月4日、品川・六行会ホール） - 習志野文 役
- Flying Trip「ひまわりのソラネ」（2012年7月18日 - 22日、池袋・シアターグリーン BIG TREE THEATER） - 斉藤彩 役
- アリスインプロジェクト「戦国降臨GIRL」（2012年12月18日 - 23日、池袋・シアターKASSAI） - 明血三ツ子 役

2013年
- Flying Trip「落下ガール」（2013年3月7日 - 11日、新宿・シアターサンモール） - 上野くるみ 役
- アリスインプロジェクト「アリスインデッドリースクール オルタナティブ」（2013年3月23日、六行会ホール） - 日替わりゲスト 竹内珠子 役
- ASSH×タンバリンプロデューサーズ「危機之介御免」（2013年4月10日 - 21日、シアターグリーン BIG TREE THEATER） - ヒロイン 出雲桜 役
- ソラリネ「しあわせの支度」（2013年6月12日 - 16日、上野ストアハウス） - 四月一日はるか 役
- アリスインプロジェクト「戦国降臨ガールズ」（2013年7月3日 - 7日、六行会ホール） - 明血三ツ子 役
- アリスインプロジェクト「時空警察ヴェッカー1983」（2013年8月14日 - 18日、笹塚ファクトリー） - 時空刑事アン / 小嶋杏 役
- Tambourine STAGE「のぶニャがの野望」（2013年10月2日 - 6日、六行会ホール） - おミーちの方 役

2014年
- 萬屋錦之助一座「火消哀歌〜冬空の木遣り唄〜」（2014年1月4日 - 12日、シアターグリーンBIG TREE THEATER） - うめ 役
- アリスインプロジェクト「RIN-RIN-RIN〜ヒーローはいつも君のそばにいる〜」（2014年2月26日 - 3月2日、シアターKASSAI） - 主演 佐倉凛 役
- Flying Trip「グッバイ・ジョーカー」（2014年4月4日 - 9日、あうるすぽっと） - 早乙女歩美 役
- 萬屋錦之助一座「玉菊灯籠」（2014年8月27日 - 9月2日、シアターグリーン BOX in BOX THEATER） - うめ 役
- Tambourine STAGE「人描」（2014年9月10日 - 15日、Geki地下Liberty）
- アリスインプロジェクト「ヨルハ」（2014年10月1日 - 5日、シアターKASSAI） - 四号 役
- アリスインプロジェクト「戦国降臨ガール・ReBirth」（2014年10月29日 - 11月3日、六行会ホール） - 明血三ツ子 役
- Tambourine STAGE「のぶニャがの野望 弐」（2014年11月19日 - 24日、シアターサンモール） - おミーちの方 役

2015年
- 萬屋錦之助一座「吉原万灯」（2015年1月4日 - 11日、シアターグリーン BIG TREE THEATER） - うめ 役
- GENKI Produce「素晴ラシキ世界ノ片隅デ」（2015年3月17日 - 22日、笹塚ファクトリー） - ヒロイン ハヤカワミライ 役
- 進戯団夢命クラシックス「碧のヴォヤージュ」（2015年5月13日 - 17日、西新宿・新宿村LIVE） - アイネ 役
- アリスインプロジェクト「ヨルハ Ver. 1.1 」（2015年5月26日 - 30日、新宿村LIVE） - アルファ部隊 四号 役
- アリスインプロジェクト「魔銃ドナー」（2015年6月24日 - 7月5日、池袋・シアターKASSAI） - ハイネ・アドラー 役
- アリスインプロジェクト「アリスインデッドリースクール ビヨンド」（2015年8月12日 - 23日、シアターKASSAI） - 主演 百村信子 役
- アリスインプロジェクト「新・戦国降臨ガール」（2015年10月21日 - 25日、新宿・スペース・ゼロ） - 明血巳ツ子 役
- 「人猫『このニャかに人猫（じんびょう）がいるニャ』〜舞台『のぶニャがの野望』トライアル公演〜」（2015年12月16日 - 23日、六本木・俳優座劇場） - おミーちの方 役

2016年
- KENプロデュース×まつだ壱岱「ある苅屋くんの人生」（2016年1月23日 - 25日、北沢タウンホール） - 苅屋靖子 役
- ASSH「サイコメ;ステージ」（2016年3月2日 - 6日、新宿村LIVE） - 紅羽鋭利 役
- ホットポットクッキング「失神タイムスリドル」（2016年4月29日 - 5月2日、新宿村LIVE） - パパイヤ 役
- アクターズトラッシュアッシュ「世界は僕のCUBEで造られる・2016」（2016年6月15日 - 25日、新宿・サンモールスタジオ） - チカ 役
- 「K-Lost Small World-」 - 大貝阿耶 役
  - 東京公演（2016年7月22日 - 24日、AiiA 2.5 Theater Tokyo）
  - 京都公演（2016年7月30日 - 31日、京都劇場）

- 進戯団夢命クラシックス「トワイライト・フォア・クローバー・ジェネシス」（2016年12月21日 - 25日、王子・ベースメントモンスター） - ヒロイン 歩和里 役

2017年
- ASSH「鬼切丸伝〜源平鬼絵巻〜」（2017年1月18日 - 22日、六行会ホール） - ヒロイン 静 役
- オッドエンタテインメント「サイレントメビウス」（2017年3月29日 - 4月2日、新宿・シアターサンモール） - 磯崎真奈 役
- オッドエンタテインメント「蒼海のティーダ〜Truth〜」（2017年8月9日 - 13日、CBGKシブゲキ!!） - 真魚 役
- アリスインプロジェクト「アリスインデッドリースクール・ノクターン」（2017年10月4日 - 9日、新宿村LIVE） - 主演 百村信子 役
- Bobjack theater「ホーム スイート ホーム〜はじまり駅のおしまいの日〜」（2017年12月28日 - 31日、大塚・萬劇場） - 主演 高遠リコ 役

2018年
- リジッター企画「そこのこと」（2018年1月17日 - 21日、CBGKシブゲキ!!） - カグラ 役
- アリスインプロジェクト「続・魔銃ドナー」（2018年4月11日 - 15日、新宿村LIVE） - 勘解由小路雲母 役
- 劇団ズッキュン娘「夢で逢いま笑」女優バージョン（2018年5月10日 - 20日、吉祥寺シアター） - 凛 役
- yoppy project「Battle Butler」（2018年6月27日 - 7月1日、六行会ホール） - ヒロイン 小春音 役
- CORNFLAKES「ダンガンロンパ3 THE STAGE 2018〜The End of 希望ヶ峰学園〜」 - 忌村静子 役
  - 東京公演（2018年7月20日 - 21日、東池袋・サンシャン劇場）
  - 東京凱旋公演（2018年8月3日 - 10日、有楽町・ヒューリックホール東京）

- ADKアーツ「かくりよの宿飯」 - 鈴蘭（女郎蜘蛛） 役
  - 東京公演（2018年9月5日 - 9日、新宿・シアターサンモール）
  - 福岡公演（2018年9月13日 - 16日、福岡・西鉄ホール）

- RINCO「リミット・オブ・タイムラグ」（2018年10月5日 - 14日、CBGKシブゲキ!!） - 鷹森 役

2019年
- 片肌☆倶利伽羅紋紋一座「六道追分」（2019年1月4日 - 14日、池袋・シアターグリーンBIG TREE THEATER） - お菊 役
- 進戯団夢命クラシックス「碧のヴォヤージュ」（2019年3月20日 - 24日、新宿村LIVE） - アイネ 役
- Bixbite Create「メモリーダイヤル〜明日の君にさよなら〜」（2019年5月1日 - 4日、瑞江・東部フレンドホール） - 主演・西沢明日香 役
- toshiLOG「ZERO -公安警察特殊部隊霧組-」（2019年6月12日 - 16日、六行会ホール） - Wヒロイン・傘丸凛 役
- CONTE STAGE「CANDY HOUSE」（2019年7月19日 - 21日、清澄白河・リトルトーキョー）
- ことのはbox「歌姫」（2019年9月5日 - 8日、中目黒キンケロ・シアター） - 小日向泉 役
- Bobjack Theater「ノッキン オン ヘブンズ ドア」Aチーム（2019年11月13日 - 24日、上野ストアハウス） - 賢木雪華 役

2020年
- リトル堂「エーテルコード」（2020年1月15日 - 19日、中野・テアトルBONBON） - 主演・瀬尾美月 役
- Prelude「そこはかとなく燃ゆる」（2020年3月10日 - 15日、新宿・サンモールスタジオ） - 三葉 役

2021年
- アイエス・フィールド 朗読エンターテイメント「Greif3」（2021年3月3日 - 7日、荻窪・オメガ東京） - 主演 小鳥遊渚 役
- 演劇企画ユニット 劇団山本屋「風を切れ2020」（2021年5月26日 - 6月1日、ラゾーナ川崎プラザソル） - アザミ 役
- 朗読劇「星と光の旅」（2021年7月2日 - 4日、新大久保・R'sアートコート） - 女運転手 役
- 劇団皇帝ケチャップ「無視できない私の中の感情」（2021年11月20日 - 23日、コフレリオ新宿シアター） - 鈴原裕香 役

2022年
- Uzume「ボーダレス」（2022年1月26日 - 30日、高島平・バルスタジオ） - 南千夏 役
- 朗読劇『GIRLS Reading Aloud in Yokohama -童話シリーズ vol.5-』「絵本のアリス」「みにくいあひるの子」「シンデレラ」「ヘンゼルとグレーテル」（2022年3月20日、横浜・ランドマークホール）
- オフィスBJ『丸山正吾と五人の女優』「もう君でもいい」（2022年6月1日 - 5日、池袋・シアターKASSAI） - 簑島奈央子 役
- ツツシニウム「バカの声」カチーム（2022年7月1日 - 10日、新三河島・キーノートシアター） - 小室陽子 役
- メディリリ「7DAYS-特殊能力捜査班-」（2022年12月21日 - 25日、大塚・萬劇場） - 五月七日花恋 役

2023年
- TKmeets「Blue Bird」（2023年3月29日 - 4月2日、ステージカフェ下北沢亭） - 新垣 役
- Yumino Project「生きる」（2023年8月31日 - 9月3日、恵比寿・シアター・アルファ東京） - 小坂サクラ 役

2024年
- 株式会社ボクラ団社「OVER SMILE 2024」（2024年3月2日、東池袋・あうるすぽっと） - 日替わりゲスト・ウェイトレス 役
- UDA☆MAP「魁☆パラダイムシフト」（2024年7月3日 - 7日、大塚・萬劇場） - マンゴー女史 役
- BE WOOD LIVE『密室』「ミス・ホームズの婉麗奇譚〜縛〜」（2024年9月6日 - 8日、ステージカフェ 下北沢亭） - 相川愛梨 役

2025年
- Studio K'z×アリスインプロジェクト「時空警察ヴェッカー1983・改」（2025年2月19日 - 24日、築地・ブディストホール） - 古池純子 役
- BE WOOD LIVE Produce「ミス・ホームズの婉麗奇譚〜貌〜」（2025年4月2日 - 6日、中野・テアトルBONBON） - 相川愛莉 役

### ライブイベント
- 謎解きライブFINAL GIRL「パラレルワールドからの脱出[70]」（2019年5月19日、高円寺・シアターカフェ&ダイニングプロセニアム）

### ネット配信
- アイエス・フィールド オンライン朗読劇「Greif3[71]」Bチーム（2020年7月3日 - 5日・10日 - 12日） - 主演 小鳥遊知世（渚） 役[72]
- 船岡咲の”さきっちょと、ちょっとひといき❤[73]　 （ワロップ放送局）

### ミュージック・ビデオ
- 女優・振付師：松本稽古の『振リー素材』 - ダンス
  - 「Secret Love[74]」（2021年1月）
  - 「学園天国[75]」（2022年8月）
- 神園さやか「You're the One[76]」（2024年5月）

### CM
- 大正製薬 ヴイックス メディケイテッド ドロップ（2009年）

## 書籍

### 写真集
- ピュア☆ピュア（辰巳出版）
- 原寸大おっぱい図鑑（2017年8月2日、写真：須崎祐次、一迅社）[77] - Bカップ代表

### 雑誌
- ラブベリー元専属モデル
- KID'S NEWSリポーター